# Distretto di Chrudim
Il distretto di Chrudim (in ceco okres Chrudim) è un distretto della Repubblica Ceca nella regione di Pardubice. Il capoluogo di distretto è la città di Chrudim.

## Geografia antropica
Il distretto conta 108 comuni:

### Città
- Chrast
- Chrudim
- Heřmanův Městec
- Hlinsko
- Hrochův Týnec
- Luže
- Nasavrky
- Proseč
- Ronov nad Doubravou
- Seč
- Skuteč
- Slatiňany
- Třemošnice

### Comuni mercato
- Bojanov
- Chroustovice
- Trhová Kamenice
- Včelákov
- Žumberk

### Comuni
- Běstvina
- Biskupice
- Bítovany
- Bor u Skutče
- Bořice
- Bousov
- Bylany
- Ctětín
- Čankovice
- České Lhotice
- Dědová
- Dolní Bezděkov
- Dřenice
- Dvakačovice
- Hamry
- Hluboká
- Hodonín
- Holetín
- Honbice
- Horka
- Horní Bradlo
- Hošťalovice
- Hroubovice
- Jeníkov
- Jenišovice
- Kameničky
- Kladno
- Klešice
- Kněžice
- Kočí
- Kostelec u Heřmanova Městce
- Krásné
- Krouna
- Křižanovice
- Lány
- Leštinka
- Libkov
- Liboměřice
- Licibořice
- Lipovec
- Lozice
- Lukavice
- Míčov-Sušice
- Miřetice
- Mladoňovice
- Morašice
- Mrákotín
- Nabočany
- Načešice
- Orel
- Ostrov
- Otradov
- Perálec
- Podhořany u Ronova
- Pokřikov
- Prachovice
- Prosetín
- Předhradí
- Přestavlky
- Rabštejnská Lhota
- Raná
- Rosice
- Rozhovice
- Řestoky
- Smrček
- Sobětuchy
- Stolany
- Střemošice
- Studnice
- Svídnice
- Svratouch
- Tisovec
- Trojovice
- Třibřichy
- Tuněchody
- Úherčice
- Úhřetice
- Vápenný Podol
- Vejvanovice
- Vítanov
- Vojtěchov
- Vortová
- Vrbatův Kostelec
- Všeradov
- Vysočina
- Vyžice
- Zaječice
- Zájezdec
- Zderaz
- Žlebské Chvalovice